# 押上駅

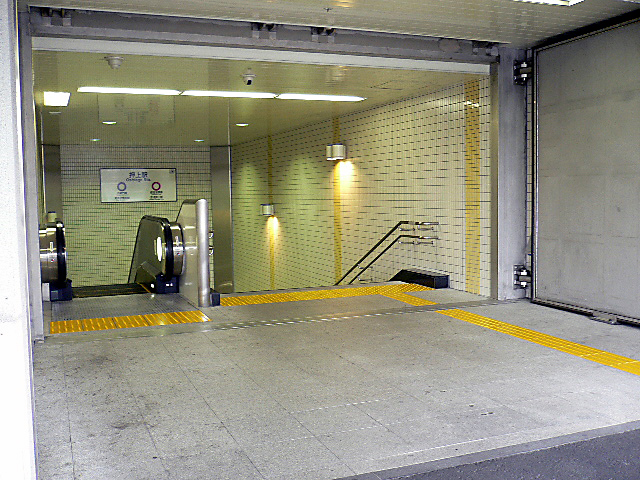
B2出入口（2005年3月）

押上駅（おしあげえき）は、東京都墨田区押上一丁目にある、京成電鉄・東京都交通局（都営地下鉄）・東京地下鉄（東京メトロ）・東武鉄道の駅である。
全社局共通の副駅名として「スカイツリー前」が導入され、特に東京メトロ・東武鉄道の駅では「押上〈スカイツリー前〉駅」と案内される。

## 概要
当駅は京成電鉄と東京都交通局、東京メトロと東武鉄道の共同使用駅である。東武伊勢崎線（東武スカイツリーライン）のとうきょうスカイツリー駅と隣接している。とうきょうスカイツリー駅とともに、東京のランドマークである東京スカイツリー及び東京スカイツリータウンの最寄駅として機能しており、両駅は施設と直結している。
2012年3月17日に東武鉄道が駅番号を導入したことで、当駅を通る4事業者の路線はすべて駅番号が付与されることになった。それぞれの駅番号は、京成電鉄がKS45、都営地下鉄がA 20、東京メトロがZ 14、東武鉄道がTS 03である。

### 京成電鉄押上線・東京都交通局浅草線
京成押上線と都営地下鉄浅草線が乗り入れている。押上線の起点かつ浅草線の終点で両方向折り返し可能な構造であるが、両路線の大半の列車が当駅を介して相互直通運転を行っている。

### 東京地下鉄半蔵門線・東武鉄道伊勢崎線
東京メトロ半蔵門線と東武伊勢崎線が乗り入れている。半蔵門線の終点かつ伊勢崎線の起点の一つであるが、半蔵門線側の一部の列車を除いて、当駅を介して相互直通運転を行っている。また伊勢崎線のうち、浅草駅 - 東武動物公園駅間および押上駅 - 曳舟駅間は「東武スカイツリーライン」という愛称が付けられており、旅客案内でも「東武スカイツリーライン」の呼び名が優先的に使われている。伊勢崎線の当駅から曳舟駅までは支線のような形になっているが、正式には曳舟駅からとうきょうスカイツリー駅（運賃計算上当駅とは同一駅扱い）までの区間の線増という扱いとなっている。

## 歴史

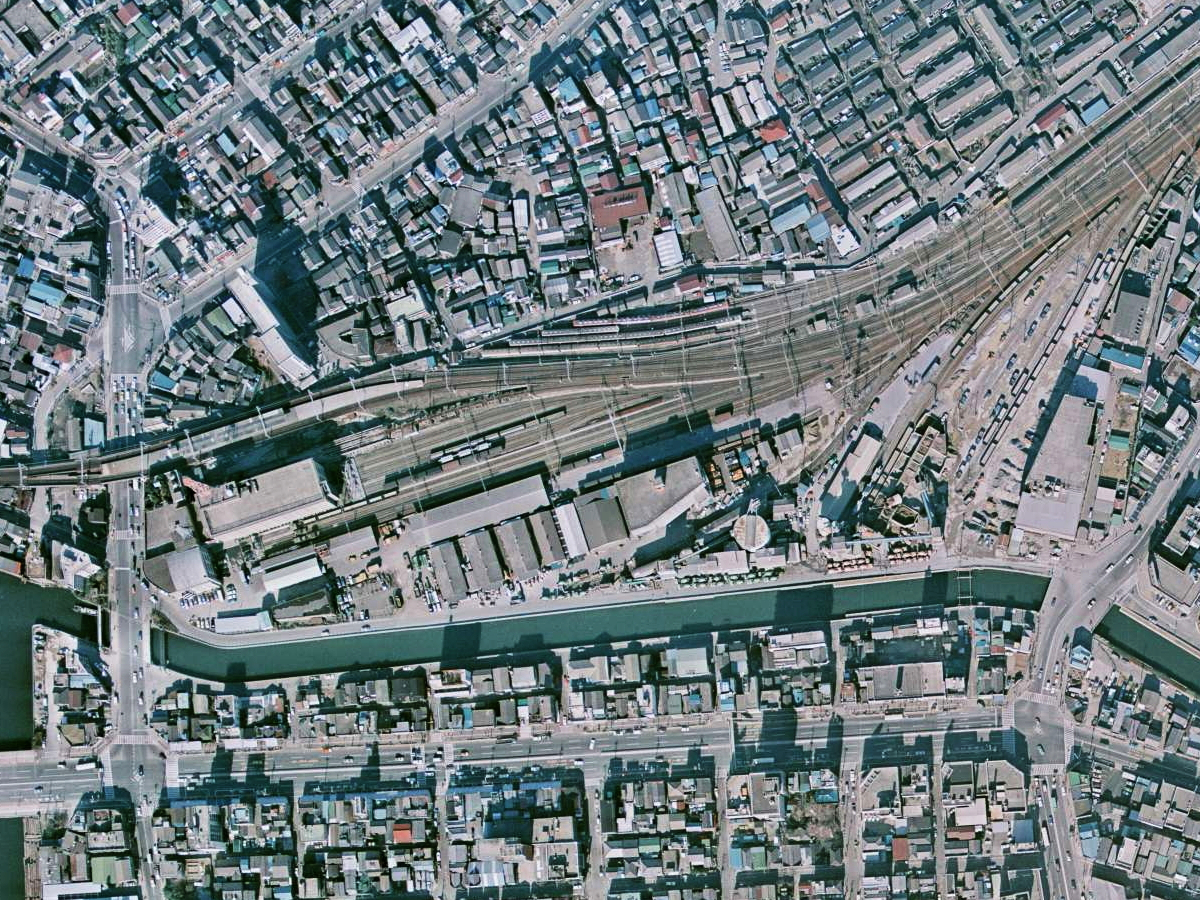
押上駅周辺の空中写真（1975年1月20日撮影）

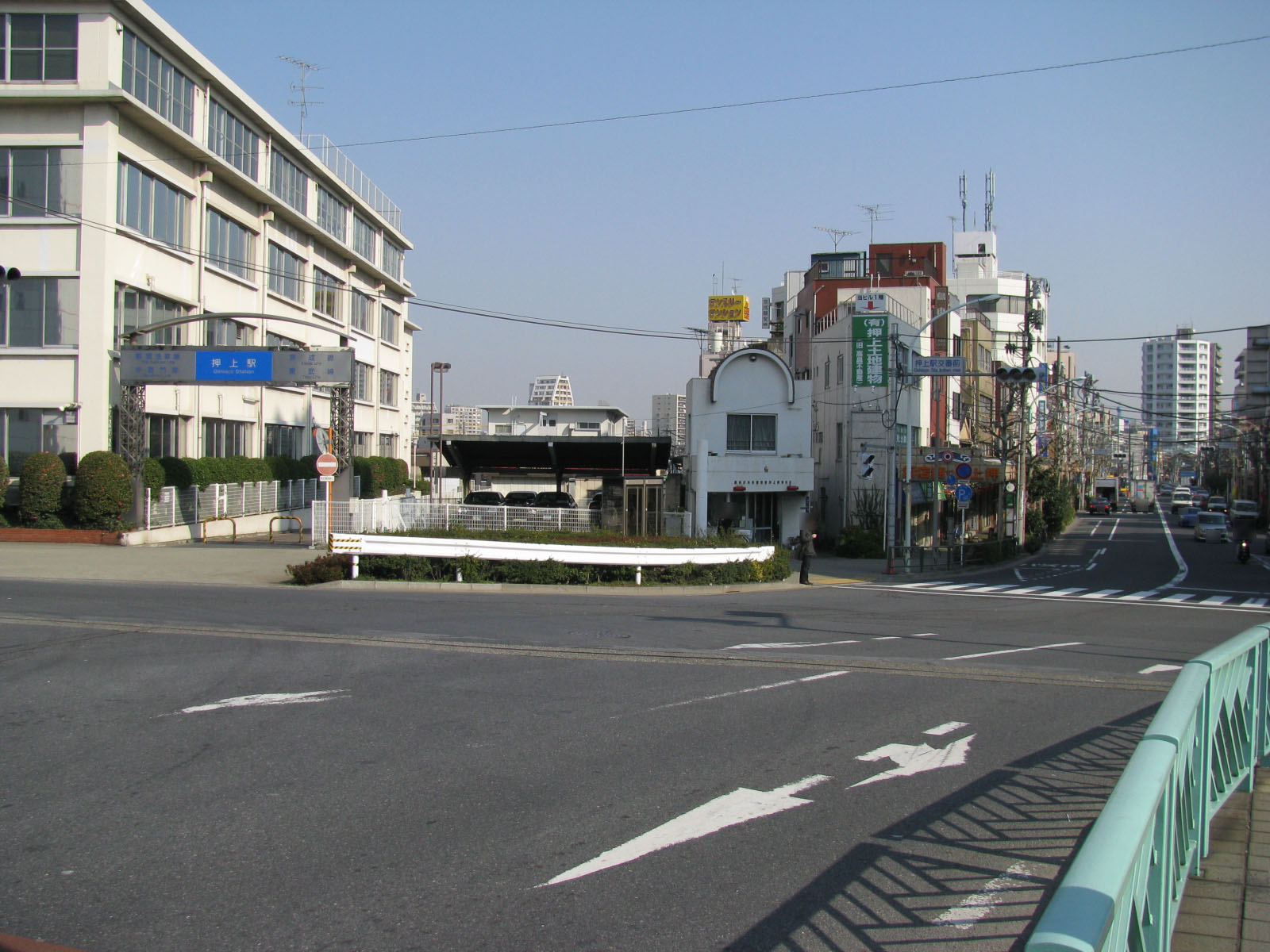
スカイツリー建設前の押上駅前交差点付近から駅方面を見る。左の建物は京成電鉄旧本社。

京成電気軌道の創始期には、繁華街浅草に近い東京側のターミナル駅としての位置付けだった。当初は東京市電（後の都電）との接続駅で当駅からの乗り入れも想定していたため、京成電軌の当初の軌間は1,372 mmで敷設された。

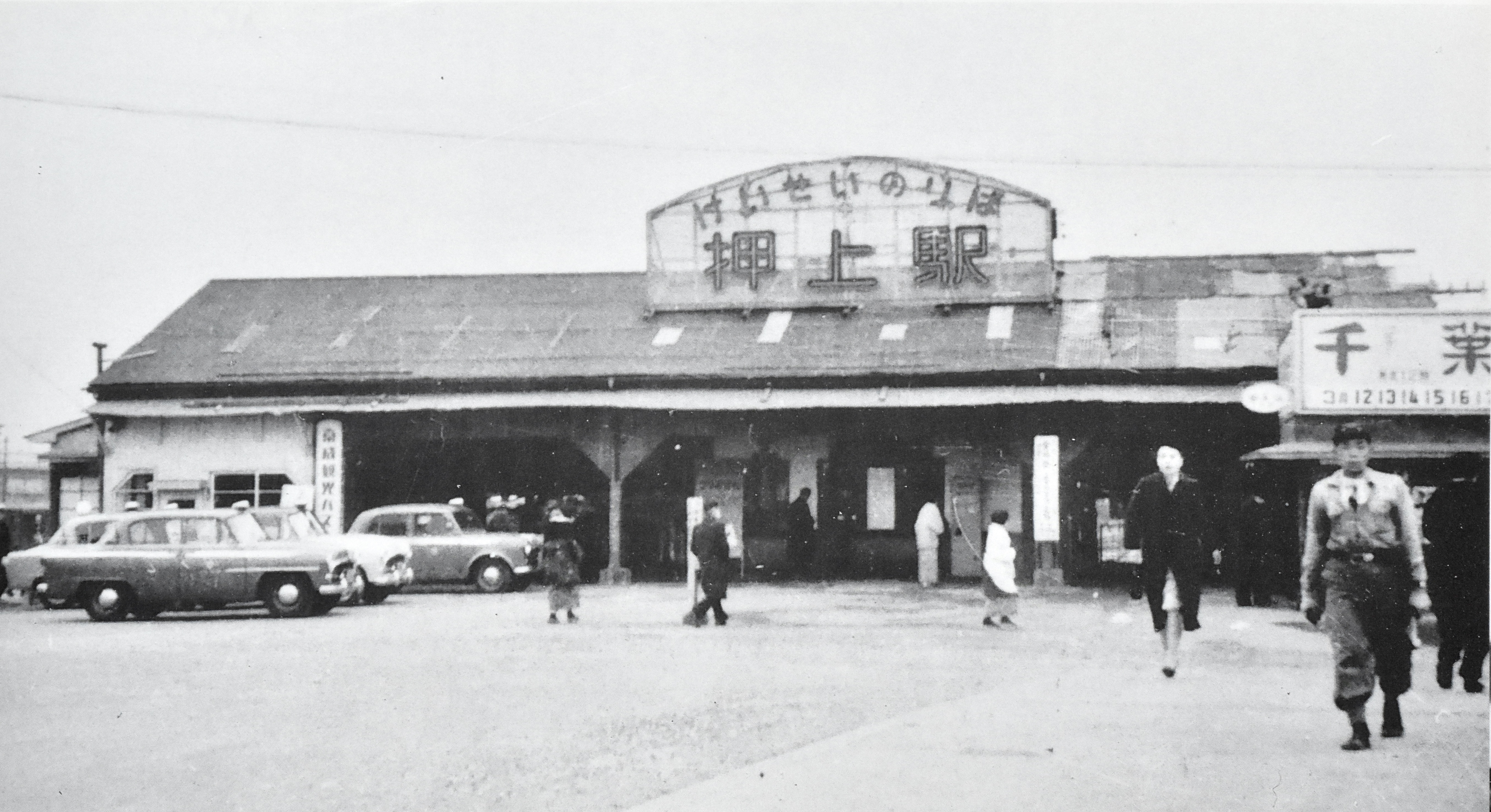
1955年頃の押上駅

後には押上より浅草への路線建設を出願し、さらに上野・秋葉原まで高架線を建設する構想も立てられたが、東武鉄道との競願となったことに会社上層部が焦り、京成電車疑獄事件（京成疑獄）を引き起こしてしまい、浅草乗り入れ計画は頓挫、町屋経由での上野乗り入れ後は、長らく中途半端な“都会の盲腸線”となっていた。
1960年（昭和35年）に都営地下鉄1号線（現・浅草線）との相互直通運転開始により、直接浅草・都心方面への乗り入れの接続駅となる。その後も地上駅舎は使用されたが、後に完全地下化され、地上駅跡地にはそれまで上野にあった京成電鉄本社が移転した（その後、2013年に千葉県市川市の京成八幡駅前に移転した）。
至近に位置する東武伊勢崎線の業平橋駅（現・とうきょうスカイツリー駅）と長らく連絡運輸していたが、2003年（平成15年）に、東武伊勢崎線と営団地下鉄（現・東京メトロ）半蔵門線の相互直通運転開始に伴い、両線の駅が開業。4線が乗り入れする駅となった。

### 年表
- 1912年（大正元年）11月3日：京成電気軌道のターミナル駅として開業[6][7]。
- 1945年（昭和20年）3月10日：東京大空襲により駅舎が焼失[8]。
- 1960年（昭和35年）
  - 11月28日：京成線の地下駅舎が竣工[4]。
  - 11月29日：京成線の駅が地下化される[7]。
  - 12月4日：都営地下鉄1号線開業[3][4]。
- 1978年（昭和53年）7月1日：都営1号線を浅草線に改称[3]。
- 1989年（平成元年）：東武伊勢崎線業平橋駅（現・とうきょうスカイツリー駅）と地下連絡通路で結ばれる。
- 2003年（平成15年）3月19日：東武伊勢崎線と営団地下鉄半蔵門線との相互直通運転開始に伴い、東武鉄道・営団地下鉄の押上駅が開業[5][9]。伊勢崎線の業平橋駅発着列車（10両編成）が、当駅経由半蔵門線・東急田園都市線直通に置き換えられる。業平橋駅（現・とうきょうスカイツリー駅）との連絡通路を閉鎖[7]。
- 2004年（平成16年）4月1日：帝都高速度交通営団（営団地下鉄）民営化に伴い、半蔵門線の駅は東京地下鉄（東京メトロ）に継承される[10]。
- 2007年（平成19年）3月18日：ICカード「PASMO」の利用が可能となる[11]。
- 2012年（平成24年）5月22日：東京スカイツリータウン開業にあわせて[1]、新たに副駅名「スカイツリー前」を導入[2]。同時にコンコースから東京スカイツリータウン（東京スカイツリーイーストタワー地下2階）に直結する。
- 2018年（平成30年）9月13日：半蔵門線・東武線のホームに発車メロディを導入[12]。
- 2020年（令和2年）4月1日：都営浅草線・京成線の改札口として東口を開設[13]。既存の改札口に中央口・西口の名称が設定される[13]。

### かつて存在した駅
- 請地駅
- 京成請地駅

## 駅構造

### 京成電鉄・東京都交通局
島式ホーム2面4線を有する地下駅。PASMO・Suicaでの履歴印字表記は「押上」「都　押上」となっている。
京成電鉄が駅を管轄しており、駅名標・発車標・案内表示も京成電鉄の仕様である。なお、当駅を発着する列車種別には京成線・京急線双方に「快特・快速特急」があるが、京成線青砥・成田空港方面は京成の呼称に従い「快速特急」と案内されているのに対し、京急線品川方面は京急の呼称に従い「快特」と案内されている。
地下化前の構造は行き止まり式の島式ホーム2面4線だった。
地下化当初はホームの両端の下に改札口があったが、2003年（平成15年）3月19日に半蔵門線・東武線の駅が開業してからは、駅中央直下に両線の駅へ通じる改札口を新設し、京成曳舟寄りの改札口を閉鎖した。その後はホーム間の連絡通路としてのみ供用されていたが、2020年（令和2年）4月1日に東口設置という形で改札が復活した。なお、東口の営業時間は6時30分から22時00分までとなっている。
都営浅草線から続く地下トンネル出口付近に位置しており、乗務員交代が行われる。ただし一部列車を除いて停車時間は長くなく、他の都営浅草線の駅と同程度となっている。NTTBPの公衆無線LAN設備が設置されており、docomo Wi-Fiが利用できる。またUQコミュニケーションズの公衆無線LAN設備が設置されており、Wi2の公衆無線LANサービスが利用できる。
かつては1番線のホーム中央付近から京成曳舟方に保線用の側線が分岐していて砂利受け取り用のホッパーが存在した。現在、側線の分岐跡は壁で塞がれ（分岐跡の壁の形状が異なっているのはこのため）、ホッパーの跡は駅冷房用の換気ダクトに転用されている。
押上管区として、京成曳舟駅・八広駅を管理下に置いている。
ホームドアは京成電鉄の仕様であり、2024年（令和6年）2月20日の全面稼働開始により、都営地下鉄全106駅でのホームドア整備が完了した。

#### のりば
| 番線 | 事業者       | 路線       | 行先                                                                                             | 備考            |
| ---- | ------------ | ---------- | ------------------------------------------------------------------------------------------------ | --------------- |
| 1・2 | 東京都交通局 | 都営浅草線 | 西馬込・ 羽田空港・ 京急線方面                                                                   | 一部始発は3番線 |
| 3・4 | 京成電鉄     | 押上線     | 青砥・京成船橋・ 成田空港（成田スカイアクセス線直通・ 京成本線直通）・京成千葉・印旛日本医大方面 | 一部始発は2番線 |

（出典：都営地下鉄:駅構内図）
- 通常は、1番線（西馬込・羽田空港方面）・4番線（青砥・成田空港方面）から発着している。
- 京成押上線普通列車あるいは都営浅草線内各駅停車の列車が、エアポート快特や京成線の優等列車と緩急接続する場合は、普通列車が1・4番線を使用し、優等列車などが2・3番線に停車して先発する。
- 配線上、2・3番線のみ折り返しが可能であり、当駅折り返し列車は双方から発着している[19]。
  - 都営浅草線方面は、平日は朝に4本・夕方に1本、土休日は夜間に1本設定。このうち平日朝3本は3番線発着である。
  - 京成押上線方面は、平日は早朝に4本・夕方に1本・夜間に6本、土休日は早朝に4本・夜間に2本設定。このうち平日早朝3本、平日夜間2本、土休日早朝1本は2番線発着である。

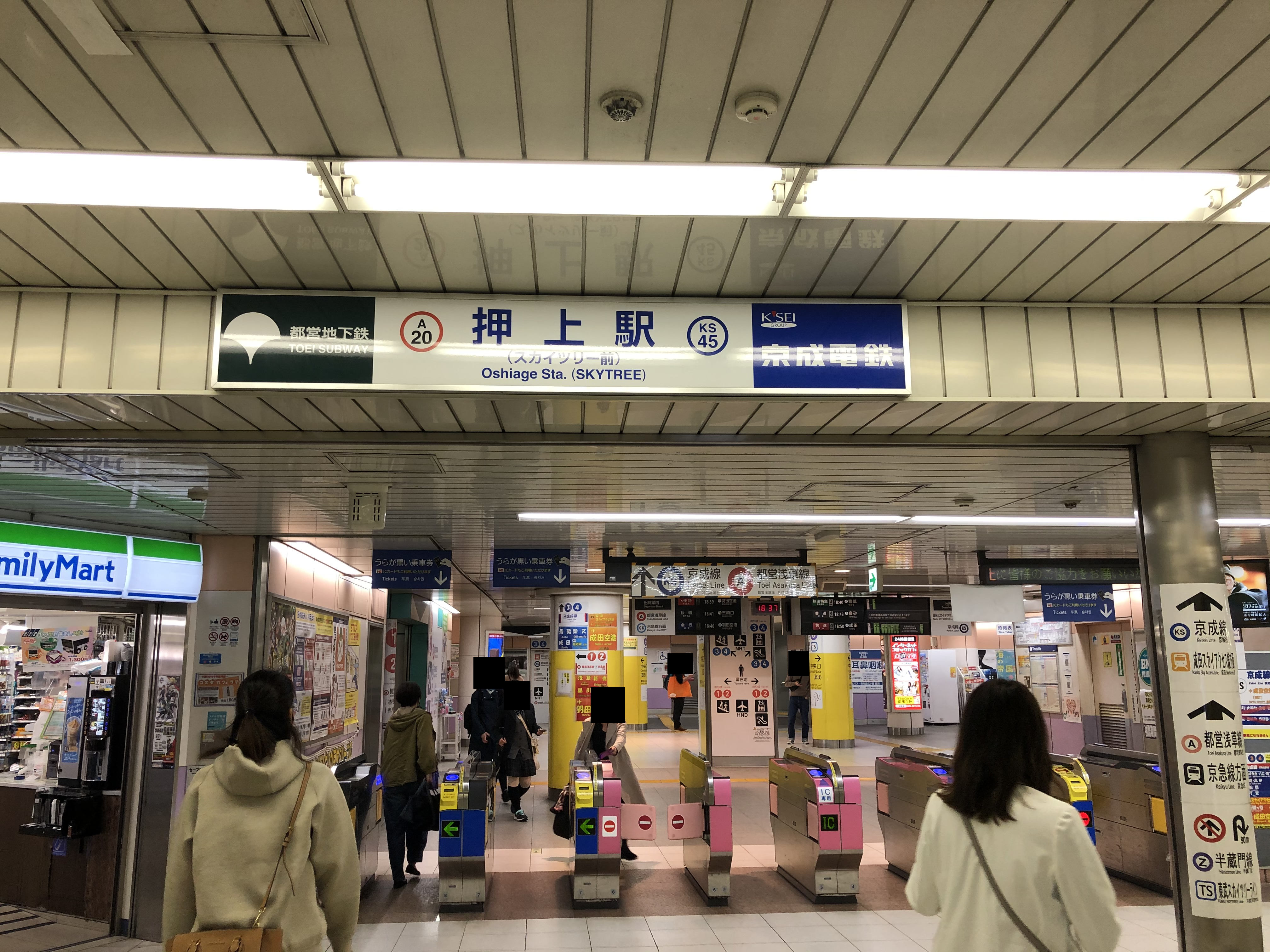
中央改札口（2021年4月）
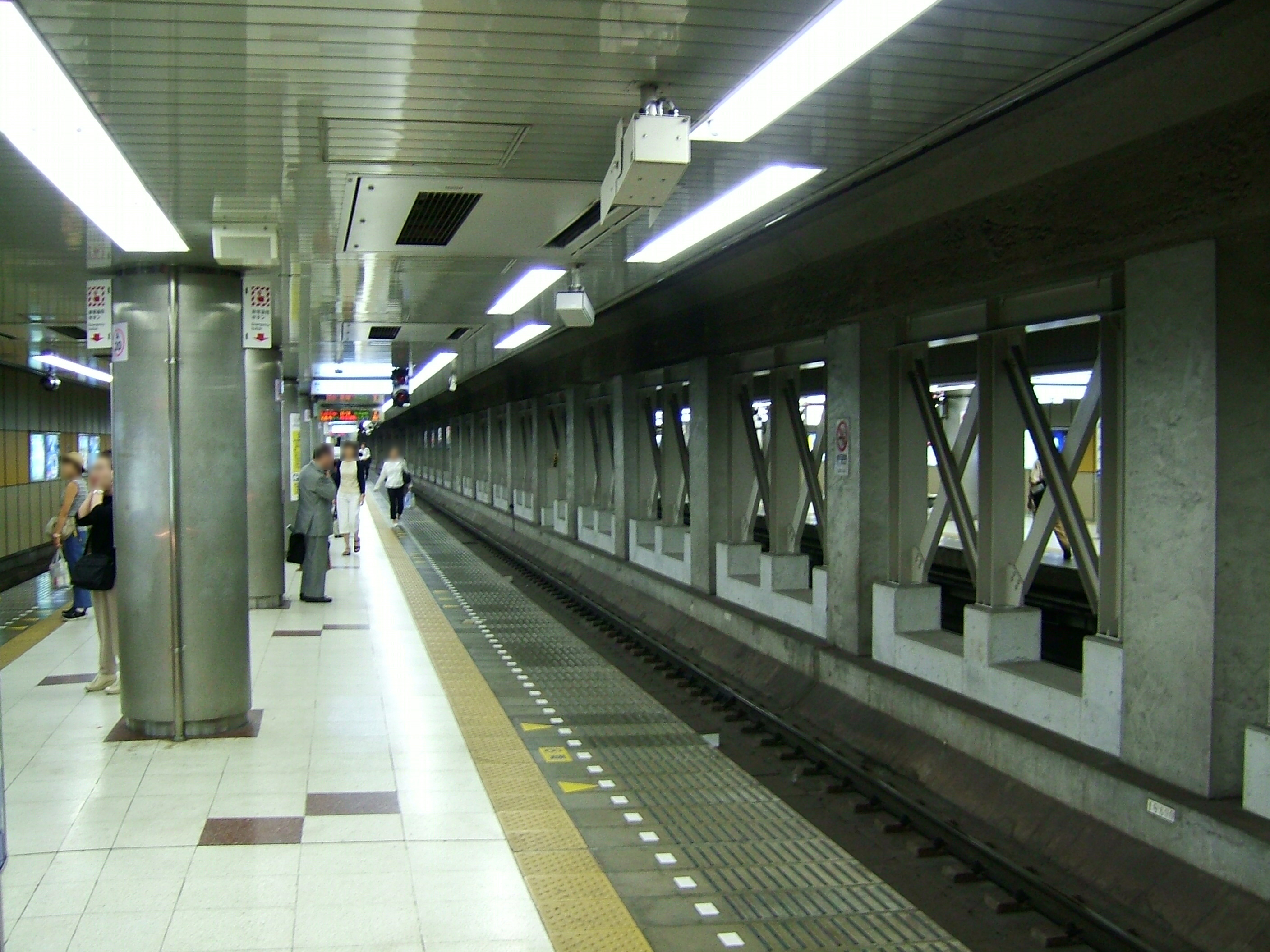
ホーム（2005年3月）
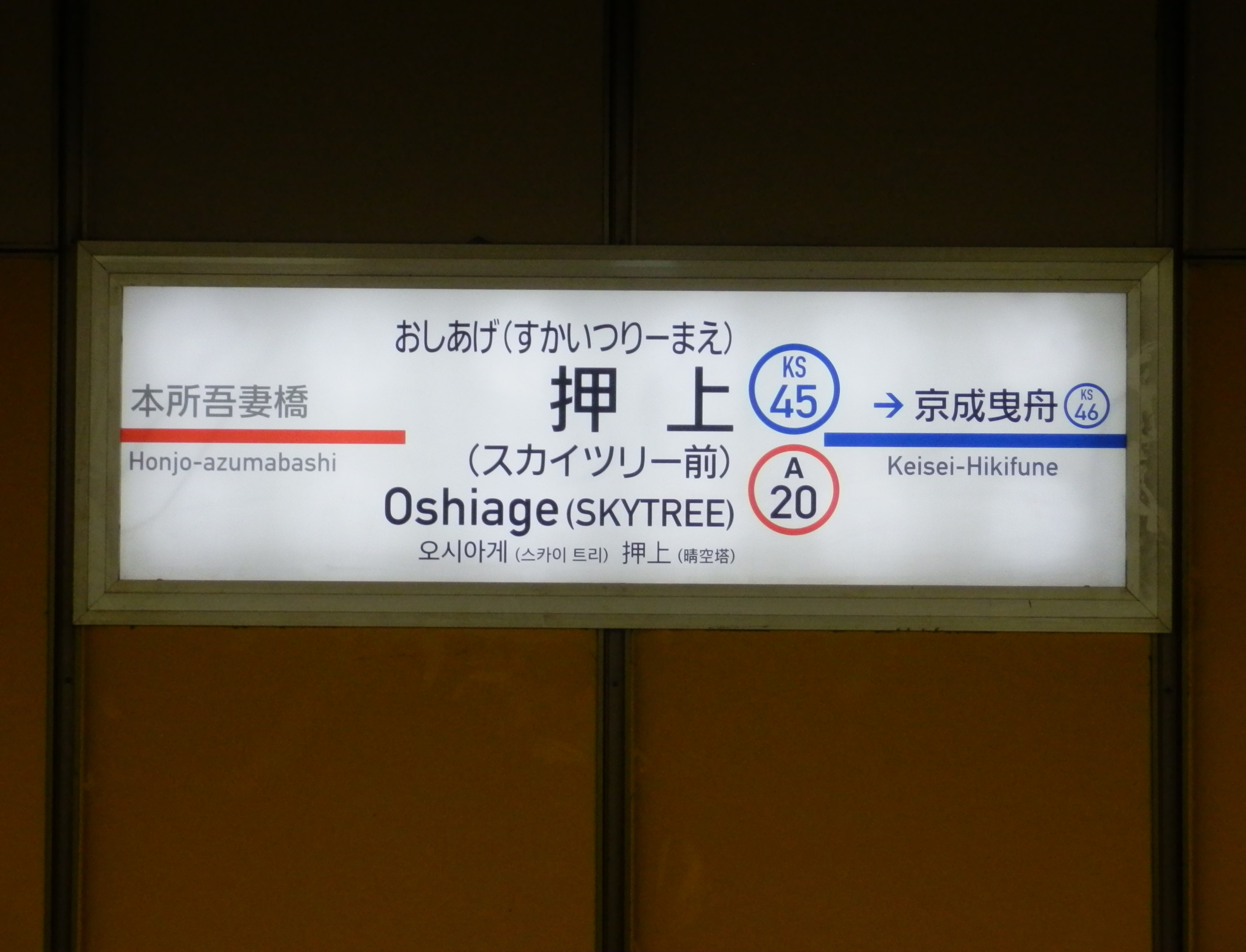
駅名標（2020年3月）

### 東京メトロ・東武鉄道
島式ホーム2面4線を有する地下駅。京成・都営の駅より南側に位置しており、コンコースは地下2階、ホームは地下3階にあり、地下1階は将来の浅草通りのアンダーパス計画（都市計画段階であり未事業化）を考慮し空けている。東京メトロの管理駅であり、案内表示などは東京メトロの標準様式のものを設置しているが、ホーム中央に東京メトロと東武の財産境界標識が設置されており、両社の折半所有となっている。また、東武の駅としては唯一の地下駅でもある。
東武の駅としてはとうきょうスカイツリー駅と運賃計算上で同一駅扱いとなっている。一方、両駅は改札内では繋がっておらず、行き来には地上もしくは東京スカイツリータウン内を経由する必要がある。なおとうきょうスカイツリー駅と異なり、当駅では東武の特急券の購入はできない。
東京メトロ半蔵門線（渋谷方面）は終日にわたって当駅で折り返す列車があり、3番線での折り返しが中心だが、朝・夜間には2番線での折り返し列車も設定される。直通列車の発着は1・4番線に限られる。1番線と4番線では折り返しができないため、当駅始発の東武線（久喜・南栗橋方面）列車は設定されていない。一方、平日の東武線からの最終列車は当駅止まりとなっている。
ダイヤ乱れ等で東武線と東京メトロ半蔵門線との直通運転が中止となった場合、直通予定の列車は東武側では北千住駅での折り返し運転となるため、他の系統が走らない当駅 - 曳舟駅間が不通となる場合がある。2013年度になり、曳舟駅構内に新規の分岐器を設置する形で東武線の折り返し運転設備が整備されることとなり、整備は2013年10月末に完了したものの、実際に使用されたことはない。
PASMO・Suicaでの履歴印字表記は「地 押上」「東武押上」となっている。
2・3番線は亀有・松戸方面へ延伸可能な構造になっている（詳細は「東京直結鉄道」を参照）が、事業主体を含め具体的な整備計画は決まっていない。
改札外コンコースには、半蔵門線が水天宮前から当駅まで開業する直前に開催されたトンネルウォークに参加した子供たちの手形が飾られている。

#### のりば
| 番線 | 事業者     | 路線                   | 方向 | 行先                           | 備考               |
| ---- | ---------- | ---------------------- | ---- | ------------------------------ | ------------------ |
| 1    | 東京メトロ | 半蔵門線               | -    | 渋谷・長津田・中央林間方面     | 東武線からの直通   |
| 2    | 東京メトロ | 半蔵門線               | -    | 渋谷・長津田・中央林間方面     | 朝・夜の当駅折返し |
| 3    | 東京メトロ | 半蔵門線               | -    | 渋谷・長津田・中央林間方面     | 当駅折返し         |
| 4    | 東武鉄道   | 東武スカイツリーライン | 下り | 北千住・越谷・久喜・南栗橋方面 |                    |

（出典：東京メトロ:構内図）

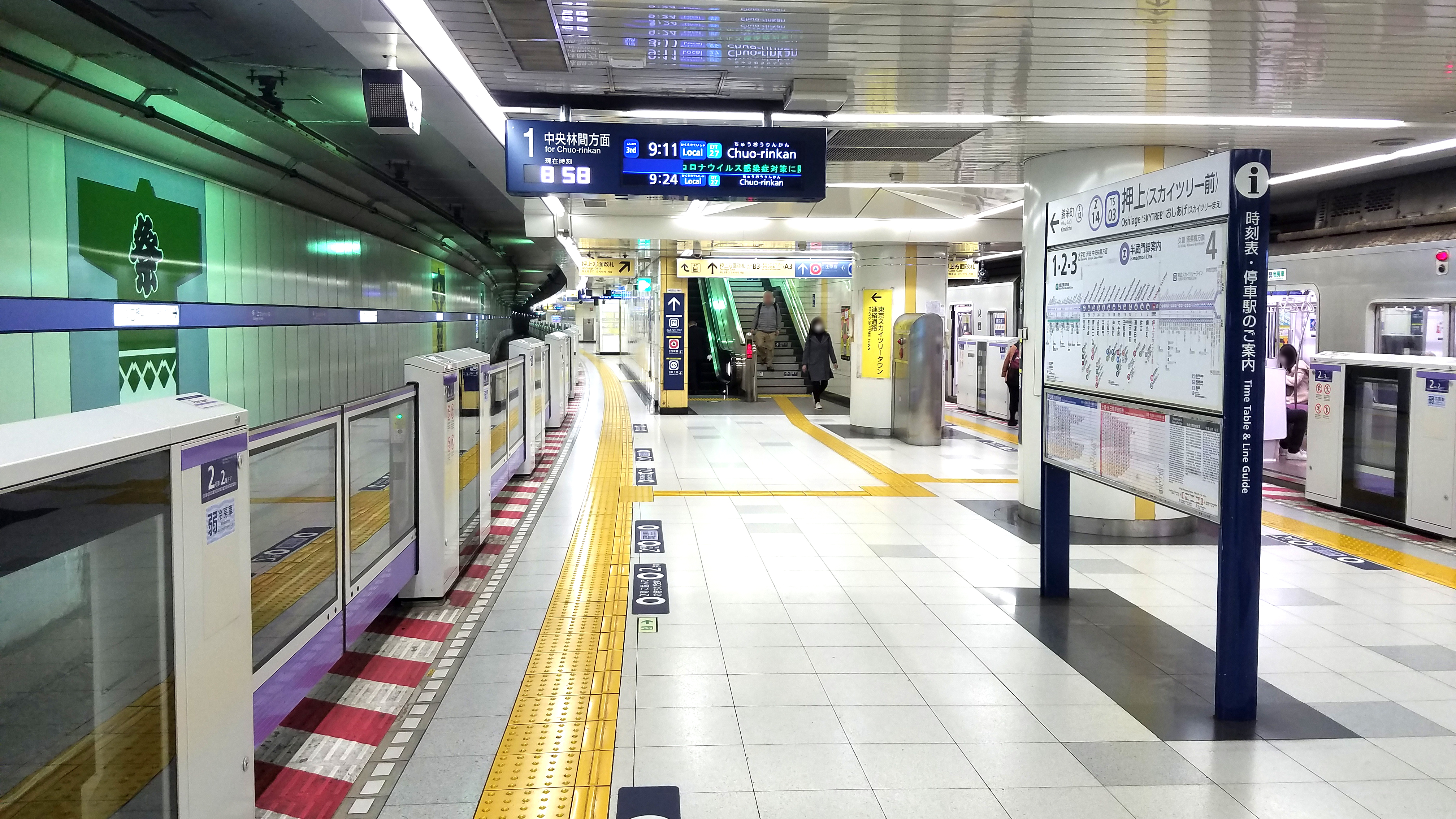
1・2番線ホーム（2020年3月）
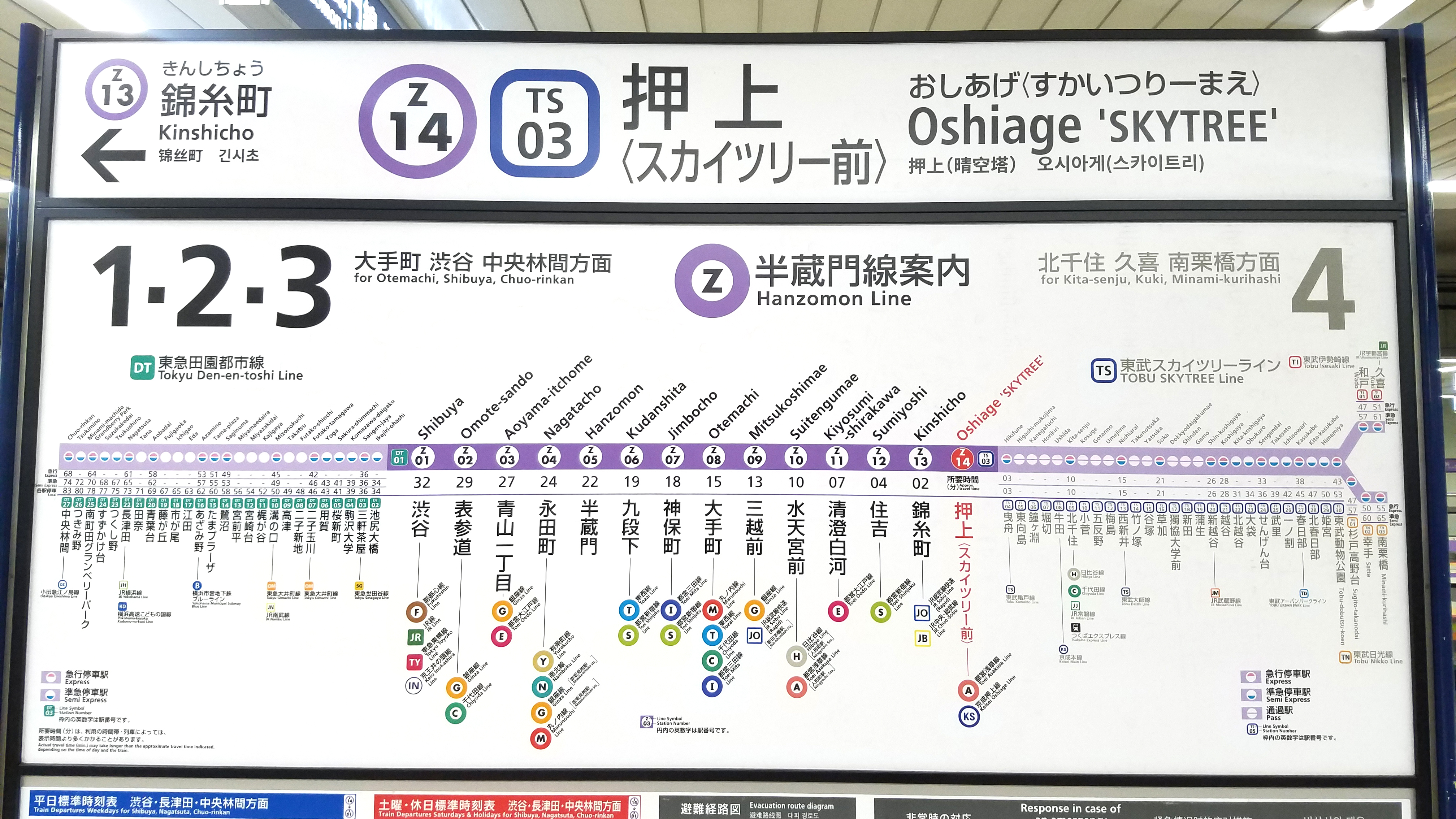
駅名標（2020年8月）
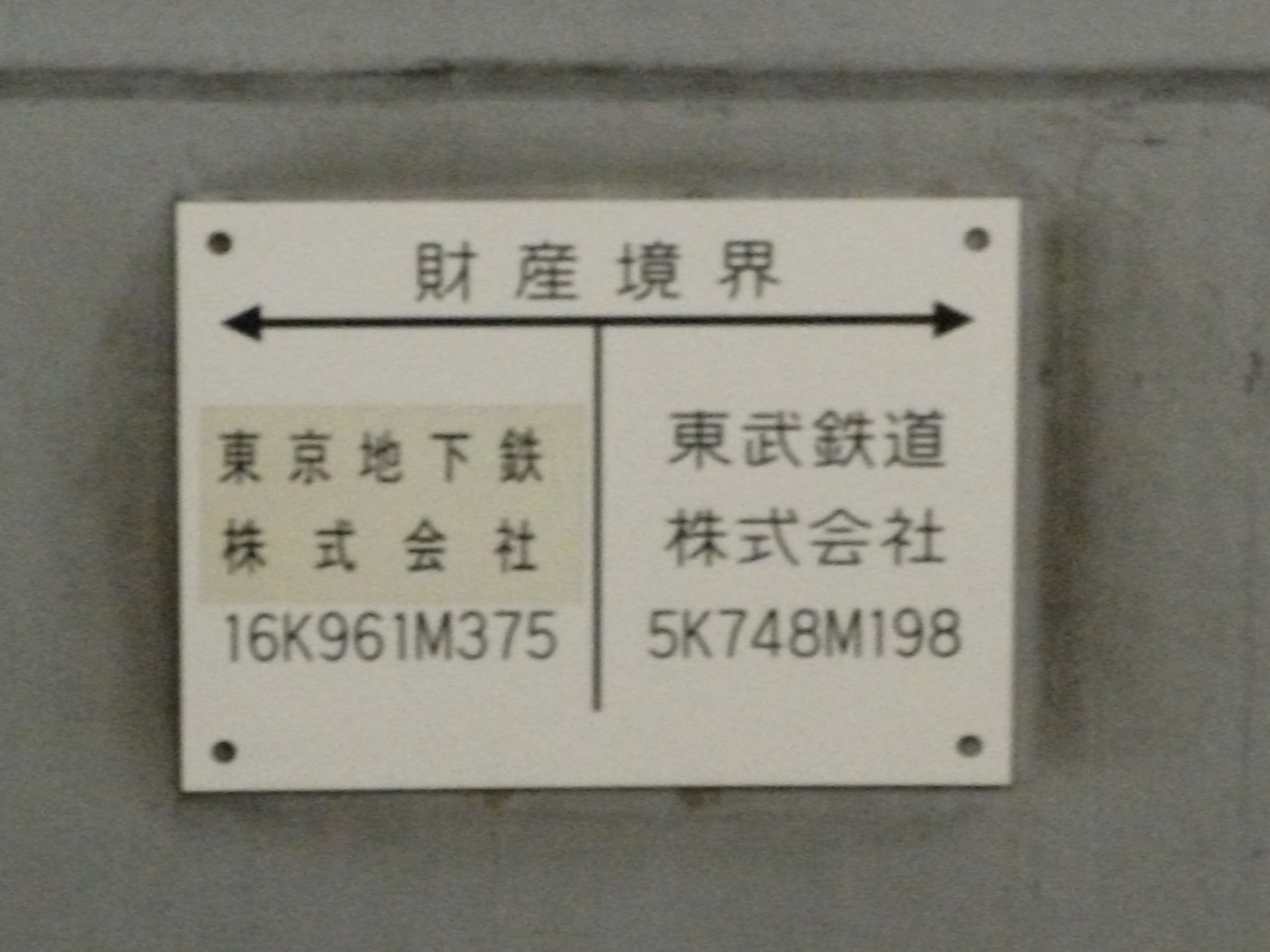
ホーム中央に設置されている東京地下鉄と東武鉄道の財産境界標識（2010年12月）

#### 発車メロディ
2018年（平成30年）9月13日からスイッチ制作の発車メロディ（発車サイン音）を使用している。
| 番線 | 曲名           | 作曲者   |
| ---- | -------------- | -------- |
| 1    | 紫電           | 福嶋尚哉 |
| 2    | ライブラリー   | 福嶋尚哉 |
| 3    | 見上げる空に   | 福嶋尚哉 |
| 4    | スタートアップ | 福嶋尚哉 |

#### 配線図
- 2013年3月16日ダイヤ改正で曳舟駅の浅草寄りの配線が変更された。ここに示す配線図はそのダイヤ改正前のものである。なお押上駅 - 曳舟駅は届け出上支線ではなく線増扱い（複々線化）である。

## 利用状況
- 京成電鉄 - 2024年度の1日平均乗降人員は222,826人である[京成 1]。
京成電鉄の駅では最も多いが、都営浅草線との1日平均直通連絡人員の194,332人を含んだ値であり、都営線を使わず京成線のみを利用する乗客は約2.8万人程度となっている[京成 1]。
- 都営地下鉄 - 2023年度の1日平均乗降人員は213,651人（乗車人員：108,935人、降車人員：104,716人）である[都交 1]。
都営地下鉄の駅では新宿線新宿駅に次ぐ第2位で、浅草線の駅では第1位。京成線との直通連絡人員を含む。
- 東京メトロ - 2024年度の1日平均乗降人員は183,422人である[メトロ 1]。
東京メトロの他社直通連絡駅では中目黒駅に次ぐ第7位である。開業前の予想乗降人員は73,000人としていたが、開業以来その数字を上回り、順調に増加している。
- 東武鉄道 - 2024年度の1日平均乗降人員は103,858人である[東武 1]。
伊勢崎線の駅では北千住駅、新越谷駅に次ぐ第3位。ただし、この数値は東京メトロ線との直通連絡人員を含む。同一駅扱いのとうきょうスカイツリー駅（旧・業平橋駅）を含んだ場合の1日平均乗降人員は119,805人である[東武 2]。

### 年度別1日平均乗降人員
各年度の1日平均乗降人員の推移は下表の通り。
| 年度               | 京成電鉄         | 京成電鉄 | 京成線 浅草線 乗換人員 | 都営地下鉄       | 都営地下鉄 | 営団 / 東京メトロ | 営団 / 東京メトロ | 東武鉄道         | 東武鉄道 |
| 年度               | 1日平均 乗降人員 | 増加率   | 京成線 浅草線 乗換人員 | 1日平均 乗降人員 | 増加率     | 1日平均 乗降人員  | 増加率            | 1日平均 乗降人員 | 増加率   |
| ------------------ | ---------------- | -------- | ---------------------- | ---------------- | ---------- | ----------------- | ----------------- | ---------------- | -------- |
| 2000年（平成12年） |                  |          |                        | 179,084          |            | 未開業            | 未開業            | 未開業           | 未開業   |
| 2001年（平成13年） |                  |          |                        | 182,433          | 1.9%       | 未開業            | 未開業            | 未開業           | 未開業   |
| 2002年（平成14年） |                  |          |                        | 182,849          | 0.2%       | 26,508            | [ 備考 2 ]        |                  |          |
| 2003年（平成15年） | 168,235          |          |                        | 171,182          | −6.4%      | 61,508            | 132.0%            | 37,760           |          |
| 2004年（平成16年） | 171,105          | 1.7%     |                        | 167,620          | −2.1%      | 72,877            | 18.5%             | 45,818           | 21.3%    |
| 2005年（平成17年） | 172,946          | 1.1%     |                        | 167,740          | 0.1%       | 78,744            | 8.1%              | 48,179           | 5.2%     |
| 2006年（平成18年） | 177,029          | 2.4%     | 136,772                | 171,556          | 2.3%       | 90,291            | 14.6%             | 57,206           | 18.7%    |
| 2007年（平成19年） | 183,897          | 3.9%     | 146,713                | 182,278          | 6.2%       | 105,799           | 17.2%             | 64,241           | 12.3%    |
| 2008年（平成20年） | 187,241          | 1.8%     | 160,966                | 183,776          | 0.8%       | 110,916           | 4.8%              | 71,614           | 11.5%    |
| 2009年（平成21年） | 186,224          | −0.5%    | 163,496                | 183,098          | −0.4%      | 115,203           | 3.9%              | 73,690           | 2.9%     |
| 2010年（平成22年） | 186,230          | 0.0%     | 163,895                | 184,002          | 0.5%       | 120,091           | 4.2%              | 76,053           | 3.2%     |
| 2011年（平成23年） | 181,171          | −2.7%    | 159,745                | 177,963          | −3.3%      | 120,324           | 0.2%              | 72,923           | −4.1%    |
| 2012年（平成24年） | 187,712          | 3.6%     | 161,340                | 194,657          | 9.4%       | 141,125           | 17.5%             | 79,705           | 9.3%     |
| 2013年（平成25年） | 192,877          | 2.8%     | 166,297                | 200,129          | 2.8%       | 147,642           | 4.6%              | 85,133           | 6.8%     |
| 2014年（平成26年） | 195,147          | 1.2%     | 169,059                | 200,913          | 0.4%       | 153,857           | 4.2%              | 88,527           | 4.0%     |
| 2015年（平成27年） | 202,596          | 3.8%     | 175,491                | 206,863          | 3.0%       | 162,910           | 5.9%              | 92,819           | 4.8%     |
| 2016年（平成28年） | 209,531          | 3.4%     | 181,777                | 212,426          | 2.7%       | 170,182           | 4.5%              | 98,110           | 5.7%     |
| 2017年（平成29年） | 216,517          | 3.3%     | 188,195                | 219,904          | 3.5%       | 177,297           | 4.2%              | 103,102          | 5.1%     |
| 2018年（平成30年） | 223,535          | 3.2%     | 195,421                | 226,868          | 3.2%       | 183,987           | 3.8%              | 107,146          | 3.9%     |
| 2019年（令和元年） | 225,293          | 0.8%     | 198,033                | 228,418          | 0.7%       | 186,555           | 1.4%              | 110,723          | 3.3%     |
| 2020年（令和02年） | 160,956          | −28.6%   | 140,848                | 159,170          | −30.3%     | 126,120           | −32.4%            | 78,021           | −29.5%   |
| 2021年（令和03年） | 164,265          | 2.1%     | 142,200                | 163,122          | 2.5%       | 137,245           | 8.8%              | 83,859           | 7.5%     |
| 2022年（令和04年） | 188,833          | 15.0%    | 163,268                | 187,689          | 15.1%      | 160,493           | 16.9%             | 93,151           | 11.1%    |
| 2023年（令和05年） | 209,421          | 10.9%    | 181,818                | 213,651          | 13.8%      | 174,863           | 9.0%              | 99,407           | 6.7%     |
| 2024年（令和06年） | 222,826          | 6.4%     | 194,332                |                  |            | 183,422           | 4.9%              | 103,858          | 4.5%     |

### 年度別1日平均乗車人員（1956年 - 2000年）
各年度の1日平均乗車人員の推移は下表の通りである。
| 年度               | 京成電鉄 | 都営地下鉄 | 出典                        |
| ------------------ | -------- | ---------- | --------------------------- |
| 1956年（昭和31年） | 13,792   | 未 開 業   | [ 都統計 1 ]                |
| 1957年（昭和32年） | 14,552   | 未 開 業   | [ 都統計 2 ]                |
| 1958年（昭和33年） | 15,023   | 未 開 業   | [ 都統計 3 ]                |
| 1959年（昭和34年） | 14,982   | 未 開 業   | [ 都統計 4 ]                |
| 1960年（昭和35年） | 15,376   | 6,714      | [ 都統計 5 ]                |
| 1961年（昭和36年） | 19,882   | 10,337     | [ 都統計 6 ] [ 都統計 7 ]   |
| 1962年（昭和37年） | 23,928   | 15,523     | [ 都統計 8 ] [ 都統計 9 ]   |
| 1963年（昭和38年） | 34,156   | 29,120     | [ 都統計 10 ] [ 都統計 11 ] |
| 1964年（昭和39年） | 44,458   | 41,677     | [ 都統計 12 ] [ 都統計 13 ] |
| 1965年（昭和40年） | 50,325   | 47,198     | [ 都統計 14 ] [ 都統計 15 ] |
| 1966年（昭和41年） | 55,225   | 52,635     | [ 都統計 16 ] [ 都統計 17 ] |
| 1967年（昭和42年） | 59,572   | 58,392     | [ 都統計 18 ] [ 都統計 19 ] |
| 1968年（昭和43年） | 65,954   | 66,291     | [ 都統計 20 ] [ 都統計 21 ] |
| 1969年（昭和44年） | 70,479   | 71,475     | [ 都統計 22 ] [ 都統計 23 ] |
| 1970年（昭和45年） | 72,978   | 75,470     | [ 都統計 24 ] [ 都統計 25 ] |
| 1971年（昭和46年） | 71,560   | 75,164     | [ 都統計 26 ]               |
| 1972年（昭和47年） | 70,795   | 74,975     | [ 都統計 27 ]               |
| 1973年（昭和48年） | 67,014   | 71,685     | [ 都統計 28 ] [ 都統計 29 ] |
| 1974年（昭和49年） | 65,304   | 69,658     | [ 都統計 30 ] [ 都統計 31 ] |
| 1975年（昭和50年） | 63,213   | 67,724     | [ 都統計 32 ]               |
| 1976年（昭和51年） | 61,227   | 66,110     | [ 都統計 33 ]               |
| 1977年（昭和52年） | 59,318   | 65,989     | [ 都統計 34 ]               |
| 1978年（昭和53年） | 57,167   | 62,863     | [ 都統計 35 ] [ 都統計 36 ] |
| 1979年（昭和54年） | 55,311   | 61,230     | [ 都統計 37 ] [ 都統計 38 ] |
| 1980年（昭和55年） | 56,285   | 62,866     | [ 都統計 39 ] [ 都統計 40 ] |
| 1981年（昭和56年） | 56,449   | 62,734     | [ 都統計 41 ] [ 都統計 42 ] |
| 1982年（昭和57年） | 55,789   | 62,060     | [ 都統計 43 ] [ 都統計 44 ] |
| 1983年（昭和58年） | 55,781   | 61,691     | [ 都統計 45 ] [ 都統計 46 ] |
| 1984年（昭和59年） | 56,652   | 63,466     | [ 都統計 47 ] [ 都統計 48 ] |
| 1985年（昭和60年） | 57,222   | 62,532     | [ 都統計 49 ] [ 都統計 50 ] |
| 1986年（昭和61年） | 60,411   | 66,822     | [ 都統計 51 ] [ 都統計 52 ] |
| 1987年（昭和62年） | 62,631   | 69,921     | [ 都統計 53 ] [ 都統計 54 ] |
| 1988年（昭和63年） | 65,510   | 72,299     | [ 都統計 55 ] [ 都統計 56 ] |
| 1989年（平成元年） | 67,318   | 75,595     | [ 都統計 57 ] [ 都統計 58 ] |
| 1990年（平成02年） | 68,923   | 78,285     | [ 都統計 59 ] [ 都統計 60 ] |
| 1991年（平成03年） | 77,997   | 91,645     | [ 都統計 61 ] [ 都統計 62 ] |
| 1992年（平成04年） | 80,992   | 95,949     | [ 都統計 63 ]               |
| 1993年（平成05年） | 81,638   | 97,301     | [ 都統計 64 ]               |
| 1994年（平成06年） | 82,841   | 98,153     | [ 都統計 65 ]               |
| 1995年（平成07年） | 83,888   | 96,962     | [ 都統計 66 ]               |
| 1996年（平成08年） | 82,836   | 96,101     | [ 都統計 67 ]               |
| 1997年（平成09年） | 83,726   | 96,479     | [ 都統計 68 ]               |
| 1998年（平成10年） | 81,811   | 94,877     | [ 都統計 69 ]               |
| 1999年（平成11年） | 80,648   | 92,962     | [ 都統計 70 ]               |
| 2000年（平成12年） | 79,805   | 92,293     | [ 都統計 71 ]               |

### 年度別1日平均乗車人員（2001年以降）
| 年度               | 京成電鉄 | 都営地下鉄 | 営団 / 東京メトロ | 東武鉄道 | 出典          |
| ------------------ | -------- | ---------- | ----------------- | -------- | ------------- |
| 2001年（平成13年） | 81,118   | 93,703     | 未開業            | 未開業   | [ 都統計 72 ] |
| 2002年（平成14年） | 80,808   | 93,953     | 17,000            | 6,156    | [ 都統計 73 ] |
| 2003年（平成15年） | 83,902   | 87,773     | 30,721            | 21,213   | [ 都統計 74 ] |
| 2004年（平成16年） | 84,953   | 86,006     | 36,923            | 25,005   | [ 都統計 75 ] |
| 2005年（平成17年） | 85,956   | 85,948     | 39,951            | 26,088   | [ 都統計 76 ] |
| 2006年（平成18年） | 88,011   | 87,744     | 45,649            | 30,638   | [ 都統計 77 ] |
| 2007年（平成19年） | 91,383   | 91,922     | 53,230            | 34,467   | [ 都統計 78 ] |
| 2008年（平成20年） | 93,332   | 92,747     | 56,079            | 38,433   | [ 都統計 79 ] |
| 2009年（平成21年） | 92,280   | 92,336     | 57,660            | 39,641   | [ 都統計 80 ] |
| 2010年（平成22年） | 92,814   | 92,984     | 60,666            | 42,416   | [ 都統計 81 ] |
| 2011年（平成23年） | 90,227   | 89,811     | 60,413            | 40,842   | [ 都統計 82 ] |
| 2012年（平成24年） | 93,638   | 99,518     | 72,482            | 54,616   | [ 都統計 83 ] |
| 2013年（平成25年） | 96,249   | 102,139    | 75,516            | 54,739   | [ 都統計 84 ] |
| 2014年（平成26年） | 97,378   | 102,024    | 78,008            | 54,876   | [ 都統計 85 ] |
| 2015年（平成27年） | 100,929  | 105,063    | 82,530            | 56,708   | [ 都統計 86 ] |
| 2016年（平成28年） | 104,301  | 107,833    | 86,085            | 58,523   | [ 都統計 87 ] |
| 2017年（平成29年） | 107,724  | 111,584    | 89,510            | 60,732   | [ 都統計 88 ] |
| 2018年（平成30年） | 111,197  | 114,988    | 92,888            | 62,441   | [ 都統計 89 ] |
| 2019年（令和元年） | 112,104  | 115,679    | 94,194            | 63,596   | [ 都統計 90 ] |
| 2020年（令和02年） | 79,863   | 80,292     |                   |          |               |
| 2021年（令和03年） | 81,389   | 82,461     |                   |          |               |
| 2022年（令和04年） | 93,466   | 95,342     |                   |          |               |
| 2023年（令和05年） | 103,653  | 108,935    |                   |          |               |

備考
1. ↑  東京メトロ線との直通連絡人員を含む。同一駅扱いのとうきょうスカイツリー駅（旧・業平橋駅）を含まない値。
2. 1 2  2003年3月19日開業。開業日から同年3月31日までの計13日間を集計したデータ。
3. ↑  1960年12月4日開業。開業日から翌年3月31日までの計118日間を集計したデータ。
4. ↑  1990年9月25日押上迂回乗車制度導入。
5. ↑  1997年3月31日押上迂回乗車制度廃止。
6. ↑  東京メトロ線との直通連絡人員を含む。同一駅扱いのとうきょうスカイツリー駅（旧・業平橋駅）を含む値。
7. ↑  2003年3月19日開業。業平橋駅の1年間の乗降人員と当駅の13日間の乗降人員を365で除したデータ。

## 駅周辺
駅周辺北方は古くからの住宅街であり、駅東側には押上通り商店街が広がっている。
駅の西側の業平橋駅貨物ヤード跡地およびセメント工場跡地などの再開発事業として東京スカイツリーを中心とする東京スカイツリータウンがある。2012年5月の開業以前よりすでに東京の一大観光スポットになっており、開業後は当駅から東京スカイツリータウン内へ直結している。
駅の北側には東武伊勢崎線の留置線と伊勢崎線第2号踏切がある。東京スカイツリーの開業後に道路の交通量が増加することが予想されているため、墨田区ではこの踏切の廃止・高架化を求めていた。2012年1月に事業化が決定、2017年に工事着手し、2022年度末の完成を目指している。
- 東武伊勢崎線（東武スカイツリーライン） とうきょうスカイツリー駅 - 同一駅扱いとなっている（後述）
- 東武鉄道本社
- 東京スカイツリータウン（東京スカイツリーイーストタワー地下3階にコンコース階で直結）
  - 東京スカイツリー
  - 東京スカイツリーイーストタワー
  - 東京ソラマチ
  - 千葉工業大学東京スカイツリータウンキャンパス
- 京成押上ビル
  - リッチモンドホテルプレミア東京スコーレ
  - ライフセントラルスクエア押上駅前店
  - ニトリ押上駅前店
- 京成押上第2ビル
  - 京成リッチモンドホテル東京押上
- 東京都立本所高等学校
- 墨田区役所横川出張所
- 墨田区横川コミュニティ会館
- 墨田区勤労者福祉サービスセンター
  - すみだ消費者センター・すみだ女性センター
- すみだ福祉保健センター
- 本所税務署
- 東京都墨田都税事務所
- 業四市場
- 押上駅前郵便局
- 三菱UFJ銀行押上支店
- みずほ銀行押上支店
- 横十間川
- reason押上ジム

### 東武の本社最寄り駅

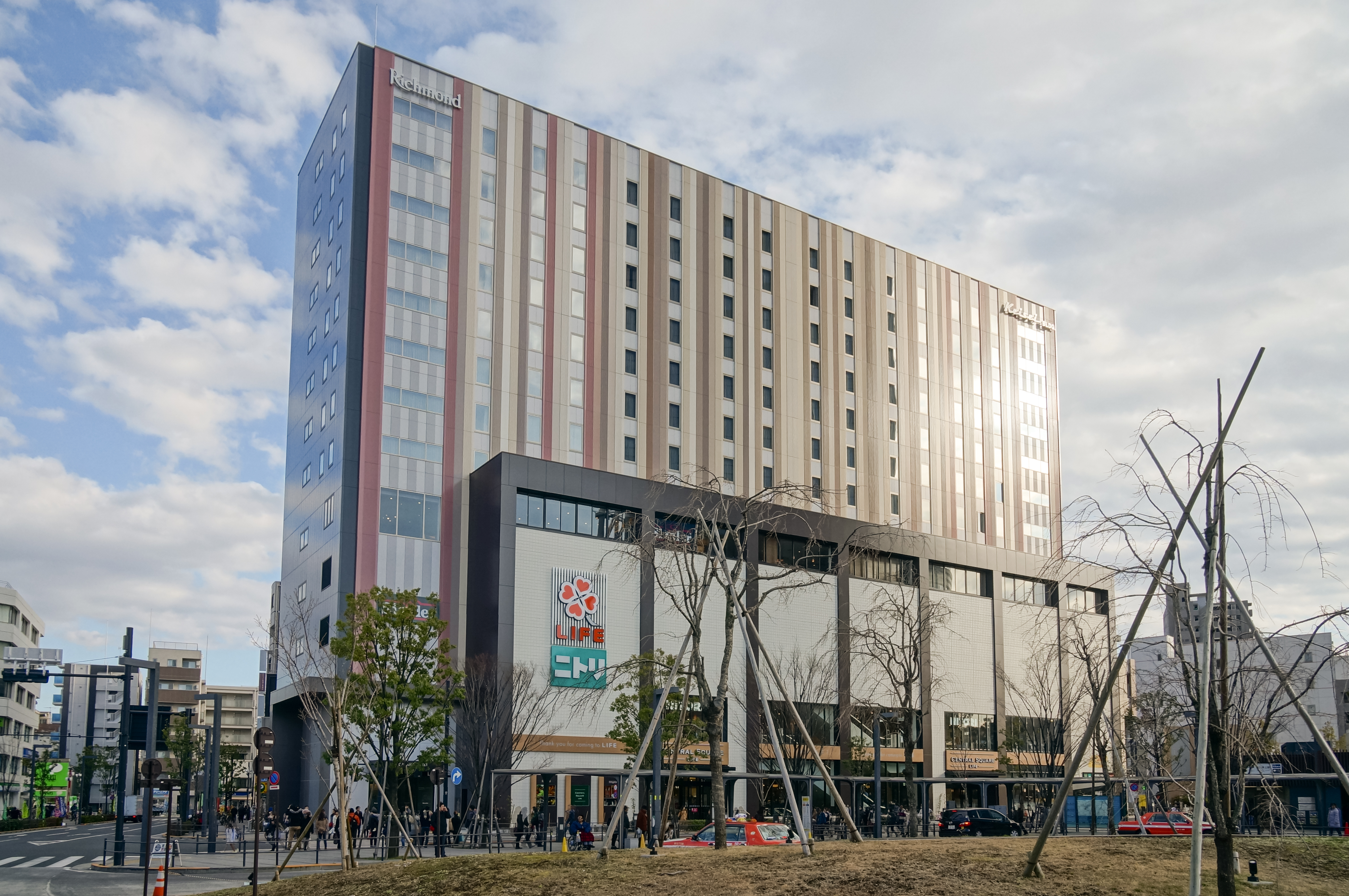
京成電鉄本社跡に建設された京成押上ビル

当駅は2009年に実施の本社移転により、東武鉄道本社の最寄り駅となった。また2013年までは京成電鉄本社の最寄り駅でもあった。どちらも墨田区押上一丁目に所在していた（当時東武は一丁目1-2、京成は同10-3）。
東武鉄道本社は、かつては業平橋駅（現・とうきょうスカイツリー駅）の南側付近に位置していたが、東京スカイツリータウン建設に伴い、2009年に当駅北方に位置していた、押上二丁目18-12の同社社宅跡地（当駅A3出口付近）に新築移転した。本社移転により、東武公式の本社最寄り駅は業平橋駅から押上駅に変更された。
京成電鉄本社は2013年に千葉県市川市八幡の京成八幡駅前に移転、跡地にはホテルと商業店舗がテナントとして入居する「京成押上ビル」が建設され、2015年12月に開業した。
東武鉄道旧本社と京成電鉄旧本社の近くには、それぞれ「東武橋」「京成橋」という名の北十間川に架かる橋がある。

## バス路線

駅周辺乗り場

最寄りのバス停留所は、B3出入口付近のロータリーにある押上駅前・押上駅と、四ツ目通りと浅草通りの交差点付近にある押上である。以下の路線が乗り入れ、東京都交通局と京成バスにより運行されている。
押上駅前・押上駅
2012年4月の駅前ロータリーの供用開始とともに、それまで四ツ目通り上にあった停留所が駅前ロータリーに移された。
| 乗り場   | 乗り場 | 系統             | 系統         | 行先                  | 運行事業者 | 所管 |
| -------- | ------ | ---------------- | ------------ | --------------------- | ---------- | ---- |
| 押上駅   | 押上駅 | 墨田区内循環バス | 北西部ルート | 鐘ヶ淵駅・地蔵坂方面  | 京成バス   | 奥戸 |
| 押上駅   | 押上駅 | 墨田区内循環バス | 北東部ルート | 東あずま駅・八広方面  | 京成バス   | 奥戸 |
| 押上駅   | 押上駅 | 墨田区内循環バス | 南部ルート   | 錦糸町駅北口方面      | 京成バス   | 奥戸 |
| 押上駅前 | 1      | 錦37             | 錦37         | 錦糸町駅前            | 都営バス   | 青戸 |
| 押上駅前 | 2      | 錦37             | 錦37         | 青戸車庫前 新四ツ木橋 | 都営バス   | 青戸 |

押上
四ツ目通りと浅草通りの交差点にある。B2またはA2出入口が至近である。
- 都08(T08)：錦糸町駅前行 / 日暮里駅前行・東武浅草駅前行
- 錦40：錦糸町駅前行 / 南千住駅東口行
- 上23：上野松坂屋前行 / 平井駅前行・東墨田二丁目行
- 上26：上野公園行 / 亀戸駅前行
- 門33：亀戸駅前行 / 豊海水産埠頭行

## 付記
東武鉄道においては運賃計算上、当駅はとうきょうスカイツリー駅と同一駅扱いになっている。東武鉄道各駅からとうきょうスカイツリー駅まで有効な乗車券または定期券を所持していれば、当駅でも乗降可能である。
東武・営団の押上駅が開業する以前は、京成押上線・都営浅草線押上駅の西口（A2出入口側）に業平橋駅（現・とうきょうスカイツリー駅）頭端式ホームとの乗り換え改札通路が設置されていたが、半蔵門線の開通を機に2003年3月18日をもって業平橋駅の頭端式ホームが廃止され、通路も閉鎖となった。現在、連絡通路跡は壁で塞がれている。
当駅の東武鉄道の運賃表にはとうきょうスカイツリー駅までの運賃は記載されていない。

## 隣の駅
京成電鉄と東京都交通局、東京メトロと東武鉄道はそれぞれで相互直通運転を行っている。ただし、種別については当駅を境に当該事業者のものに変更となるものが多いため、各事業者ごとに個別に記載する。
京成電鉄
 押上線
■快速特急・■アクセス特急・■特急・■通勤特急・■快速
（都営浅草線） - 押上駅 (KS45) - 青砥駅 (KS09)
■普通
（都営浅草線） - 押上駅 (KS45) - 京成曳舟駅 (KS46)
- かつては京成曳舟駅との間に京成請地駅が存在した。

東京都交通局
 都営浅草線
■エアポート快特
浅草駅 (A 18) - 押上駅 (A 20) - （京成押上線）
■エアポート快特以外の列車種別
本所吾妻橋駅 (A 19) - 押上駅 (A 20) - （京成押上線）
東京地下鉄
 半蔵門線（線内は全列車が各駅に停車） 
錦糸町駅 (Z 13) - 押上駅 (Z 14) - （東武スカイツリーライン）
東武鉄道
 東武スカイツリーライン
■急行・■準急
（半蔵門線） - 押上駅 (TS 03) - 曳舟駅 (TS 04)
※通常は当駅に乗り入れる普通列車の設定はない。

## 将来の計画
2016年4月に国土交通省による「交通政策審議会答申第198号」において、当駅に関連する路線が整備対象として挙げられている。
- 東京8号線（有楽町線分岐線）延伸（豊洲駅 - 住吉駅、当駅 - 野田市駅）、東京11号線（半蔵門線）延伸（当駅 - 松戸駅）
  - 当駅を含む住吉駅 - 四ツ木間は共用区間。前述の通り、東京メトロ・東武鉄道の当駅2・3番線は延伸に備えた構造である。
- 都心直結線（当駅 - 新東京駅 - 泉岳寺駅）